# Anisopteromalus caryedophagus
Anisopteromalus caryedophagus är en stekelart som beskrevs av Jean-Yves Rasplus 1988. Anisopteromalus caryedophagus ingår i släktet Anisopteromalus och familjen puppglanssteklar.
Artens utbredningsområde är:
- Kongo.
- Elfenbenskusten.
- Niger.

Inga underarter finns listade i Catalogue of Life.